# Молчание (роман)
«Молчание» — исторический роман японского писателя Сюсаку Эндо, рассказывающий о судьбе христианства в Японии и впервые опубликованный в 1966 году. Получил высокие оценки критиков, Эндо был награждён за эту книгу премией Танидзаки. В 1971 году роман экранизировал Масахиро Синода, в 2016 году — Мартин Скорсезе.

## Сюжет
Действие романа происходит в Японии в начале XVII века, в эпоху сёгуната Токугава, когда христиане подвергались гонениям. Главные герои — двое католических священников, которые приплыли в страну из Макао, чтобы узнать о судьбе своего старшего товарища падре Феррейры.